# Urlaub mit Esel
Urlaub mit Esel ist ein deutschsprachiger Roman von Michael Gantenberg. Erzählt wird die Geschichte eines westdeutschen Gymnasiallehrers, der in der Uckermark (eine Landschaft im Norden Brandenburgs) Urlaub macht. Das Buch wurde im Jahr 2011 beim Scherz Verlag veröffentlicht. Im selben Jahr erschien das passende Hörbuch, welches von Bastian Pastewka gesprochen wurde. Dieses konnte sich im September 2011 auf Platz 11 der Hörbuch-Bestsellerliste des Spiegel platzieren.
Eine Lesetour für das Buch führte unter anderem über das Haus Witten. Gantenberg hat selbst lange Jahre in Witten gelebt.

## Inhalt
Weil seine Frau Karin das so möchte, fährt die Hauptperson Björn Keppler in diesem Jahr nicht mit ihr in den Italien-Urlaub, sondern wandert allein mit einem Esel namens Friedhelm durch die Uckermark. Der Esel möchte oft eher nicht so wie Björn, und Björn wäre lieber woanders. Nach einer Weile lernt Björn Sabine kennen, die er „die Stimme“ nennt. Auch sie ist mit einem Esel unterwegs, die sich Inge nennt. Während eines Gewitters treffen Björn und Sabine einen ehemaligen Insassen namens Markus, auch mit einem Esel. Björn löst währenddessen seine Beziehungsprobleme mit Karin. Irgendwann kauft Björn den Esel Friedhelm. Am Ende der Geschichte insistiert er, Karin solle auch in die Uckermark kommen.

## Rezensionen
„Eigentlich reagiere ich ein bisschen allergisch auf lustige Urlaubsbücher, doch Michael Gantenbergs Roman "Urlaub mit Esel" ist wirklich komisch. [....] Seine Reise wird ein unfreiwilliger Selbsterfahrungsurlaub, denn der Lehrer hat sich in den vergangenen Jahren nicht gerade zum liebenswerten Menschen entwickelt. Darum kriselt es auch in seiner Ehe. Begleitet wird Björn vom Esel Friedhelm, was ein neuer Trend zu sein scheint, wobei es um Entschleunigung geht. Die beiden begegnen unterschiedlichsten Menschen und Björn lernt, Konflikte auszutragen. Trotz sehr unterhaltsamer Situationskomik ist der Ton nie süßlich, sondern regt auch zum Nachdenken an.“

„Der Selbstfindungstrip über sich und seine Ehe - immer dabei ein Esel namens Friedhelm - hat teilweise etwas von Hape Kerkelings Sinnsuche in "Ich bin dann mal weg", birgt intelligente kleine Philosophien, viele nachvollziehbare Gedanken über Beziehungen und jede Menge köstliche Wortwahlen des Autors“

## Ausgaben
- Michael Gantenberg: Urlaub mit Esel. Scherz Verlag, Frankfurt/M. 2011, ISBN 978-3502110743
- Hörbuch Urlaub mit Esel, Roof Music, 2011, gesprochen von Bastian Pastewka, ISBN 978-3941168657